# Pickering—Ajax—Uxbridge (circonscription provinciale)
Pour les articles homonymes, voir Pickering (homonymie), Ajax et Uxbridge.
Circonscription électorale provinciale du Canada
Pickering—Ajax—Uxbridge est une ancienne circonscription provinciale de l'Ontario représentée à l'Assemblée législative de l'Ontario de 1999 à 2007.

## Géographie
La circonscription comprenait:
- Les villes de Pickering et d'Uxbridge
- La partie de la ville d'Ajax, situé au nord de l'avenue Finch (en)

## Historique
| Législature                                                                        | Années    | Député | Député        | Parti                     |
| ---------------------------------------------------------------------------------- | --------- | ------ | ------------- | ------------------------- |
| Pickering—Ajax—Uxbridge Circonscription issue de Durham-Ouest et Durham—York       |           |        |               |                           |
| 37e                                                                                | 1999–2003 |        | Wayne Arthurs | Libéral                   |
| 38e                                                                                | 2003–2007 |        | Janet Ecker   | Progressiste-conservateur |
| Circonscription dissoute parmi Ajax—Pickering, Durham et Pickering—Scarborough-Est |           |        |               |                           |

## Circonscription fédérale
Depuis les élections provinciales ontariennes du 4 octobre 2007, l'ensemble des circonscriptions provinciales et des circonscriptions fédérales sont identiques.